# Gornja Bijela
Gornja Bijela (en serbe cyrillique : Горња Бијела) est un village du centre-ouest du Monténégro, dans la municipalité de Šavnik.

## Démographie

### Évolution historique de la population
| 1948 | 1953 | 1961 | 1971 | 1981 | 1991 | 2003 |
| ---- | ---- | ---- | ---- | ---- | ---- | ---- |
| 455  | 460  | 442  | 413  | 257  | 137  | 98   |